# !!! (آلبوم)
!!! این آلبوم اولین کار گروه !!! (چیک چیک چیک) است که در سال ۲۰۰۱ توسط جی اس ال منتشر شد.

## اعضای گروه!!! در این آلبوم
- گیتار – ماریو آندرئونی
- بیس – جاستین وان در ولگن
- خواننده – نیک آفرمن
- ترومپت و پرکاشن – دان گورمان
- گیتار – تایلر پاپ
- ساکسوفون و پرکاشن – آلن ویلسون
- درام و پرکاشن – جان پیو
- همخوان (خواننده) – همه آنها

## فهرست آهنگ‌ها

### نسخه لوح فشرده
| شماره | عنوان                           | مدت زمان |
| ----- | ------------------------------- | -------- |
| ۱     | گام                             | ۶:۰۸     |
| ۲     | احمق                            | ۵:۰۴     |
| ۳     | KooKooKa Fuk-U                  | ۷:۲۶     |
| ۴     | توفان گروه                      | ۵:۴۸     |
| ۵     | اینجا حکم احمقانه ای نیست، رفیق | ۸:۴۹     |
| ۶     | تشدید                           | ۶:۵۴     |
| ۷     | حس خوب سقوط                     | ۵:۱۵     |

### نسخه LP
بخش اول
| شماره | عنوان       | مدت زمان |
| ----- | ----------- | -------- |
| ۱     | گام         | ۶:۰۸     |
| ۲     | احمق        | ۵:۰۴     |
| ۳     | توفان گروه  | ۵:۴۸     |
| ۴     | حس خوب سقوط | ۵:۱۵     |

بخش دوم
| شماره | عنوان                           | مدت زمان |
| ----- | ------------------------------- | -------- |
| ۱     | تشدید                           | ۶:۵۴     |
| ۲     | KooKooKa Fuk-U                  | ۷:۲۶     |
| ۳     | اینجا حکم احمقانه ای نیست، رفیق | ۸:۴۹     |

## امتیاز منتقدان
| بررسی انتقادی | بررسی انتقادی |
| منبع          | رتبه‌بندی      |
| ------------- | ------------- |
| آل‌میوزیک      | [ ۱ ]         |